# Matthew Miller (Pressesprecher)

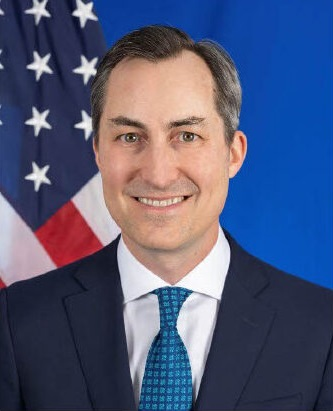
Matthew Miller, 2023

Matthew Alan Miller (* 1973) ist ein US-amerikanischer Regierungsangestellter. Er amtiert seit 2023 als Pressesprecher des State Departments, des US-Außenministeriums, in der Regierung von Joe Biden.

## Leben und Tätigkeit
Miller ist der Sohn eines Baptisten-Pastors. Seine Mutter arbeitete zeitweise als Managementanalystin im 
Landwirtschaftsministerium. Er studierte an der University of Texas in Austin.
Seit dem Studium arbeitet er im Politikbereich mit Schwerpunkt Kommunikation. Er war für eine Vielzahl von Wahlkampfteams von Politikern der Demokratischen Partei sowie für Inhaber öffentlicher Ämter der Partei tätig, unter anderem für die Präsidentschaftskampagne von John Kerry im Jahr 2004 sowie für die Präsidentschaftskampagne von Barack Obama im Jahr 2012 sowie im Büro des den Bundesstaat New Jersey repräsentierenden Senators Bob Menendez.
In der Regierung von Barack Obama leitete Miller zunächst das Büro für öffentliche Angelegenheiten (Office of Public Affairs) im Justizministerium. Später amtierte er als Sprecher des Justizministers in der Regierung Obama, Eric Holder. Zwischendurch arbeitete er für die Management- und Kommunikationsplattform Vianovo.
Am 24. April 2023 trat Miller als Nachfolger von Ned Price den Posten des (ersten) Pressesprechers im Außenministerium unter Antony Blinken an.

## Privatleben
Miller ist seit 2010 in zweiter Ehe verheiratet.